# 인산일
인산일(因山日)이란 조선과 대한제국에서 왕이나 황제 직계 가족의 장례일을 말한다. 조선 시대 왕과 왕비, 태상왕(太上王)과 그 비(妃), 왕세자와 그 빈(嬪), 왕세손(王世孫)과 그 빈의 장례일을 인산일이라고 했고, 대한제국 고종 황제의 장례식도 인산일이라고 했다.
1919년 1월 21일 대한제국 고종 황제가 일제에 의해 독살 당했다는 소문이 돌자, 3월 3일 고종 황제의 장례식인 인산일을 계기로 사람들이 모여들어, 3·1 독립 만세 운동이 일어났다. 3·1 운동을 계기로 1919년 4월 11일 중국 상하이에서 대한민국 임시 정부가 수립되었다.

## 같이 보기
- 3·1 운동